# 鍾錦倉

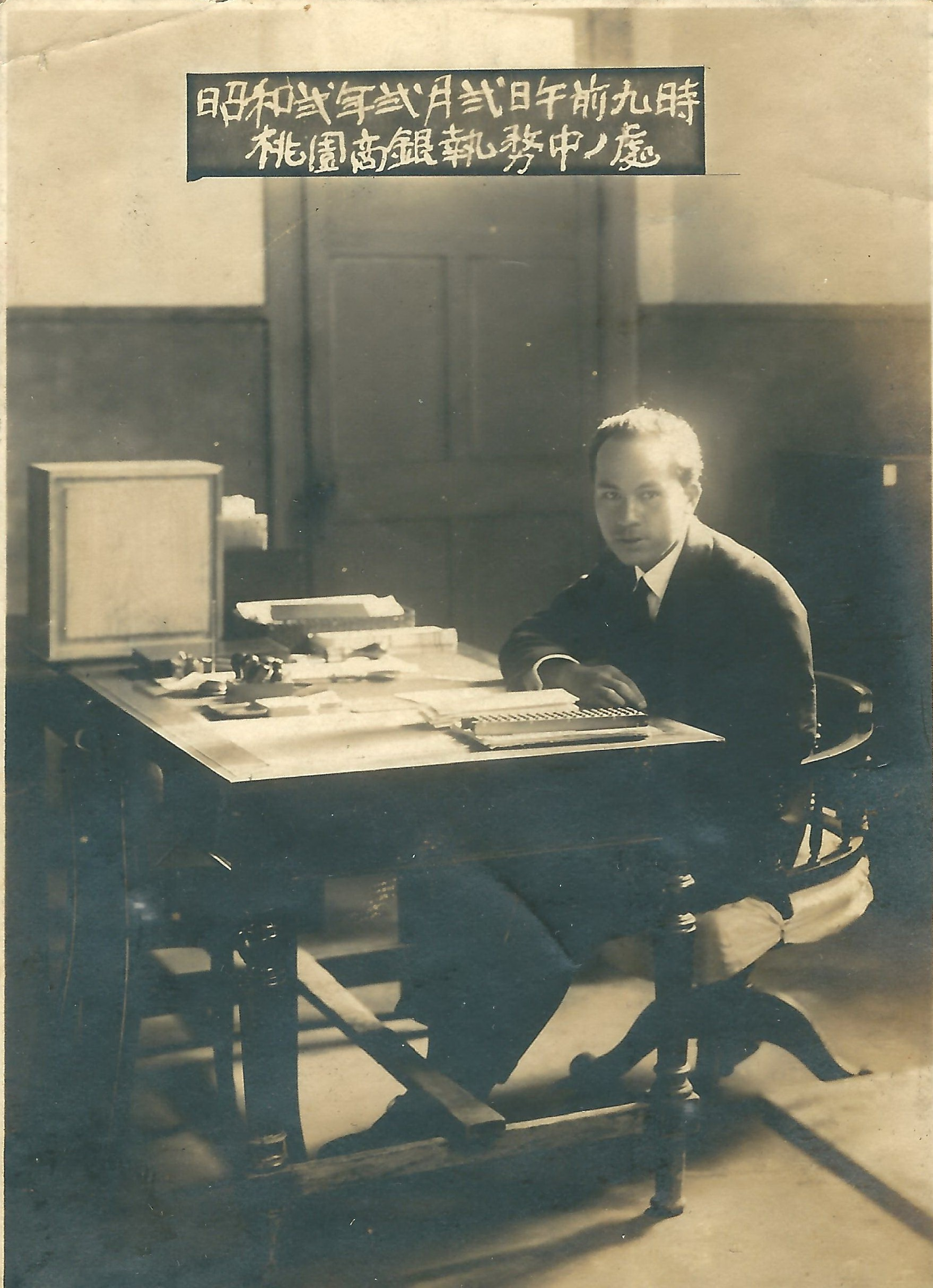
台灣商工銀行 桃園支店-鍾錦倉(昭和2年)

鍾錦倉（1896年7月3日—1941年8月8日），臺灣日治時期新竹州(今桃園、新竹及苗栗區域)的客家地方仕紳，為日治時期少數臺灣籍銀行家，並致力推動地方事務。

## 生平
鍾錦倉生於1986年(明治29年)新竹州大溪郡龍潭庄，1918年(大正7年)畢業於臺灣總督府國語學校國語部，同年4月進入新高銀行本店，歷任桃園、大溪兩支店後，續回本店服務。1923年新高銀行併入台灣商工銀行（今第一商業銀行），擢為桃園支店助役，之後出任竹南出張所主任。1934年4月竹南出張所升格為支店，擔任首任支店長(してんちょう)(經理)。鍾錦倉為當時台灣商工銀行唯二台灣籍支店長級職員，曾被視爲台灣商工銀行首位台灣籍頭取(とうどり)（總經理）人選，後於戰爭結束前(1941年)因病早逝，由周菩提先生接任。
於金融產業服務之外，鍾錦倉亦擔任日治時期台灣體協支部庭球(網球)部長，與當地望族林清文（前苗栗縣長林為恭之父）為相當要好的球友。在地方事務上，曾任竹南庄協議會員，負責推動地方經濟活動的發展。

## 家庭
父為漢學者鍾興業，母:蔡月。祖父鍾善敏為清朝監生，與大科崁街業戶林本源及墾戶陳集成等地方仕紳同為〈公議嚴禁惡習碑記〉立碑人。鍾錦倉為次男，妻:簡梅，育有一子二女，定居於新竹州竹南郡竹南庄。長男:鍾會柱(畢業於日本早稻田大學)、長女:鍾金菊、次女:鍾淑媛(畢業於日治時期新竹女中;夫婿:陳通權)。陳通權畢業於日治時期新竹高中第十五回，當時該校每年只招收一百名學生，超過三分之二名額為日籍學生所佔。陳通權為桃園、新竹、苗栗及台中一帶的銀行家，自1941年起在第一銀行服務逾四十年，並曾在竹苗地區最大券商新竹華信證券（後併入富邦證券）擔任董事兼副總經理長達十年之久，退休時為頭份服務金融資歷最完整者。